# Gabriella Wilde
Gabriella Zanna Vanessa Anstruther-Gough-Calthorpe, ismertebb nevén Gabriella Wilde vagy Gabriella Calthorpe (Basingstoke, 1989. április 8. –) angol színésznő, modell.
Filmjei közé tartozik a St. Trinians – A Fritton arany legendája (2009), A három testőr (2011), a Carrie (2013) és a Wonder Woman 1984 (2020).
2016–2019 között a Poldark című brit történelmi drámasorozatban szerepelt.

## Filmográfia

### Film
| Év   | Magyar cím                                   | Eredeti cím                                  | Szerep              | Magyar hang     |
| ---- | -------------------------------------------- | -------------------------------------------- | ------------------- | --------------- |
| 2009 | St. Trinian's 2. – A Fritton arany legendája | St Trinian's 2: The Legend of Fritton's Gold | Saffy               | Talmács Márta   |
| 2011 | A három testőr                               | The Three Musketeers                         | Constance Bonacieux | Berkes Boglárka |
| 2013 | Carrie                                       | Carrie                                       | Sue Snell           | Mezei Kitty     |
| 2014 | Végtelen szerelem                            | Endless Love                                 | Jade Butterfield    | Gáspár Kata     |
| 2014 |                                              | Squatters                                    | Kelley              |                 |
| 2020 | Wonder Woman 1984                            | Wonder Woman 1984                            | Raquel              | Bálizs Anett    |

### Televízió
| Év        | Magyar cím     | Eredeti cím | Szerep                    | Megjegyzések                   |
| --------- | -------------- | ----------- | ------------------------- | ------------------------------ |
| 2010      | Ki vagy, doki? | Doctor Who  | A víz nővére (Vámpírlány) | 1 epizód (Vámpírok Velencében) |
| 2012      |                | Dark Horse  | Wynter-Lee Cardigan       | eladatlan próbaepizód          |
| 2016–2019 |                | Poldark     | Caroline Penvenen         | főszereplő (2–5. évad)         |

## Fordítás
- Ez a szócikk részben vagy egészben  a   Gabriella Wilde című angol Wikipédia-szócikk ezen változatának fordításán alapul.  Az eredeti cikk szerkesztőit annak laptörténete sorolja fel. Ez a jelzés csupán a megfogalmazás eredetét és a szerzői jogokat jelzi, nem szolgál a cikkben szereplő információk forrásmegjelöléseként.